# Cara de ángel
Cara de ángel (Angel Face) es una película de cine negro estadounidense de 1953 dirigida por Otto Preminger. El drama, filmado en Beverly Hills, California, está protagonizado por Robert Mitchum y Jean Simmons.

## Trama
Frank Jessup (interpretado por Robert Mitchum ) se gana la vida conduciendo una ambulancia, pero sueña con tener su propio taller mecánico y reparar autos deportivos. Una noche, mientras responde a una llamada de emergencia, conoce a una hermosa heredera, Diane Tremayne (Jean Simmons). Una cita lleva a otra, y en poco tiempo Frank se ha distanciado de su prometida, Mary Wilton (Mona Freeman). Cuando la familia Tremayne le ofrece trabajo como chofer/mecánico, con sus propias habitaciones en la finca, él acepta.
Una tarde, cuando el padre y la madrastra de Diane arrancan su automóvil para conducir a la ciudad, su vehículo misteriosamente retrocede cuando está engranado para avanzar. Como resultado, se precipita hacia atrás por un acantilado empinado, matando violentamente a ambos ocupantes. Dado que Diane es la única heredera de su fortuna, está bajo sospecha de asesinato. Además, debido a que las autoridades sospechan que se manipuló la transmisión del vehículo, las sospechas recaen también sobre Frank. El abogado defensor (Leon Ames) de Frank y Diane les insta a que se casen, para que ninguno de ellos pueda ser obligado a testificar contra el otro, cosa que hacen.
El juicio termina en absolución. Sin embargo, la creciente incomodidad de Frank con respecto a Diane influye en su decisión de poner fin a su falso matrimonio. En consecuencia, la condición mental de Diane se deteriora y su sentimiento de culpa provoca su confesión a Frank de que ella estaba detrás de la manipulación mecánica que causó la muerte de sus padres. Al final, Frank hace un último viaje a la finca Tremayne para vaciar sus habitaciones. Luego espera un taxi que lo lleve a una estación de autobuses, pero Diane se ofrece a llevarlo. Tiene una botella de champán y dos copas para la despedida. Cuando Frank se dispone a servir las copas, Diane da marcha atrás repentinamente y los dos se precipitan por el barranco. 

## Elenco
- Robert Mitchum como Frank Jessup
- Jean Simmons como Diane Tremayne
- Mona Freeman como Mary Wilton
- Herbert Marshall como Charles Tremayne, el padre de Diane
- Leon Ames como Fred Barrett, abogado defensor de Frank y Diane
- Barbara O'Neil como Catherine Tremayne, madrastra de Diane
- Kenneth Tobey como Bill, el compañero conductor de ambulancia de Frank
- Raymond Greenleaf como Arthur Vance, abogado patrimonial de Catherine Tremayne
- Griff Barnett como juez que preside el juicio de Frank y Diane
- Robert Gist como Miller, experto forense en mecánica automotriz que testifica durante el juicio.
- Morgan Farley como jurado inquisitivo que hace dos preguntas durante el juicio
- Jim Backus como el fiscal de distrito Judson, a cargo de enjuiciar a Frank y Diane

## Producción
La película se basa en una historia corta de Charles Erskine, adaptada para la pantalla por los guionistas Oscar Millard, Frank S. Nugent y el ganador del Oscar en 1928, Ben Hecht. Hecht había escrito, entre otros, el guion de Notorious de Alfred Hitchcock.
En 2018 en Turner Classic Movies Noir Alley, el presentador Eddie Muller afirmó que el jefe de estudio de RKO, Howard Hughes, contrató al director Otto Preminger expresamente con el propósito de torturar a Jean Simmons. Según uno de sus biógrafos, Chris Fujiwara, Preminger tenía una notoria reputación de "matón" en el plató. Y dado que Simmons no tenía intención de renovar su contrato con RKO, que pronto expiraría, Hughes trató de castigarla emparejándola con el tiránico director. Sin embargo, según el esposo de Simmons, Stewart Granger, "disfrutó [haciendo] la película. Ella adoraba a Mitchum y solía decirme lo buen actor que era".
Al principio de la película, hay una escena en la que el guion pedía que Robert Mitchum abofeteara a una histérica Jean Simmons en la cara. Debido a la insatisfacción de Preminger con la reacción de Simmons, la escena requirió múltiples tomas antes de que Mitchum finalmente se hartara. Cuando Preminger volvió a llamar "¡Una vez más!" , Mitchum se dio la vuelta, frente a Preminger, y gritó: "¿Una vez más?" Luego abofeteó la cara de Preminger con fuerza. El director se retiró rápidamente del set y exigió que Mitchum fuera despedido. Pero, en cambio, "le dijeron que regresara y terminara de rodar la escena".
La producción comenzó el 18 de junio de 1952, con un presupuesto de menos de un millón de dólares y un plazo de producción de solo 18 días. Esto se logró principalmente gracias a la eficiencia del camarógrafo Harry Stradling, conocido en Hollywood como "el director de fotografía más rápido de la ciudad". La edición y la posproducción se completaron a fines de septiembre, y las vistas previas se realizaron a principios de diciembre de 1952, con artículos que aparecieron durante todo el mes en Box Office, The Film Daily, The Hollywood Reporter, Motion Picture Herald y Variety. La película finalmente se estrenó el 11 de febrero de 1953.

## Recepción
Hoy en día, la película recibe críticas en su mayoría positivas. Dave Kehr del Chicago Reader escribe: "Este intenso melodrama freudiano de Otto Preminger (1953) es una de las obras maestras olvidadas del cine negro... La película es una investigación inquietantemente fría y racional de los terrores de la sexualidad... Los escenarios, los personajes y las acciones son extremadamente estilizados, pero la cámara en movimiento de Preminger les da una unidad y una fluidez aterradoras, trazando una línea recta y limpia hasta la cima de un acantilado para uno de los finales más audaces de la historia del cine". El historiador de cine negro Alain Silver escribe: "En la obra de Otto Preminger, la sexualidad puede ser terapéutica o destructiva. Cara de ángel personifica la última cualidad.... Preminger no sugiere que Frank sea una víctima desafortunada. Más bien su puesta en escena, que enmarca repetidamente a las figuras en planos medios inclinados oblicuamente contra la profundidad de campo creada por los costosos muebles de la mansión Tremayne, y el retrato tenue de Mitchum generan una atmósfera de fatalidad".
El crítico de cine Paul Brenner escribe: "Preminger transforma una trama de asesinato de James M. Cain de segunda categoría, reorganizando esta historia de pasión y asesinato en un estribillo inquietante y embrujado. El argumento, que para entonces era un cliché, se recorta y se reduce a un nivel elemental (no hay una escena desperdiciada en la película) y la familiaridad de la historia genera un regusto de inevitabilidad y fatalidad. La naturaleza alucinógena de los procedimientos se acentúa con la dirección y el trabajo de cámara de Preminger, haciendo que los actores pasen del primer plano al segundo plano o que la cámara siga hacia primeros planos fluidos y sofocantes. Preminger, siempre hipnotizador, entreteje su estilo en una neblina de pesadilla medio soñada".
El crítico Robin Wood  la nombró una de sus 10 mejores películas.
Jean-Luc Godard la catalogó en 1963 como la octava mejor película sonora estadounidense. 